# Étymologie du nom « Roumanie »
Le nom Roumanie dérive du nom « roumain » qui à son tour dérive de l’adjectif romanus qui signifie « romain » en latin. L'origine lointaine est donc la ville de Rome. Attestés à partir du XVe siècle, « Roumains » et « roumain » désignaient en roumain les habitants et la langue de la Transylvanie, de la Moldavie, de la Valachie et des régions voisines, mais ces termes sont restés des endonymes jusqu'au XIXe siècle, tandis que l'exonyme désignant les Roumains à l'étranger était « Valaques » (et parfois aussi « Moldo-Valaques » ou « Moldaves ») soit Wallachians, Valachians, Vlachs, Walachen, Volokhi, Valacchi, Velaci, Valacos, Vlaques, Vlachoi, Iflaklar, Olah, Ulagh…  Au XIXe siècle, en accord avec les aspirations des Roumains eux-mêmes, les Français Émile Ollivier, Edgar Quinet et surtout Élysée Reclus dans sa Géographie universelle transforment « Roumains » et « Roumain » en exonymes internationalement acceptés, et, lorsque la Moldavie et la Valachie s'unissent, en 1859, elles prennent officiellement le nom de Roumanie.

## Étymologie de l'ethnonyme «roumain» (român)
Pendant la transition du latin vulgaire au roumain entre le IVe et le VIIIe siècle, des changements phonétiques ont transformé « romanus » en « român » : 
- la consonne finale  « -s » se perd (héritage du latin vulgaire spécifique pour toutes les langues romanes) ;
- la terminaison « -u » disparaît (quoique le roumain ancien ait gardé le « -u » muet) ;
- toutes les voyelles du latin, sous condition d'accent et de précéder une consonne nasale → « â » (cantare > cânta ; ventum > vânt ; fontana > fântâna ; guttur > gât ; sunt > sânt (sînt) ; aduncus > adânc (adînc), etc. ) ;
- « o » → « u » (changement phonétique spécifique roumain).

La Chanson des Nibelungen pourrait contenir une première référence au nom « roumain » : « Le duc Ramunc de Valachie/avec sept cents hommes lui vient à l’encontre en courant/comme des oiseaux sauvages, ainsi les voit-on galoper ». Certains auteurs voient dans le duc « Ramunc » un personnage symbolique dont le nom évoquerait « roumain » (român).
Les premières attestations des Roumains se désignant eux-mêmes avec le nom de “Romain” datent du XVIe siècle, alors que des humanistes italiens commencent à rendre des récits écrits sur leurs voyages en Transylvanie, Valachie et Moldavie. Ainsi, Tranquillo Andronico écrit en 1534 que les Roumains ("Valachi") "s’appellent eux-mêmes Romains". 
En 1532 Francesco della Valle accompagnant le gouverneur Aloisio Gritti à travers la Transylvanie, Valachie et Moldavie note que les Roumains ont préservé leur nom de Romains et qu'"ils s’appellent eux-mêmes Roumains (Romei) dans leur langue". Il cite même une phrase en roumain : "Sti rominest ?" ("sais-tu le roumain ?", roum. :"știi românește ?"), Ferrante Capeci écrit vers 1575 que les habitants de ces Provinces s’appellent eux-mêmes Roumains (romanesci), tandis que Pierre Lescalopier remarque en 1574 que "Tout ce pays la Wallachie et Moldavie et la plupart de la Transilvanie a esté peuplé des colonies romaines du temps de Trajan l’empereur… Ceux du pays se disent vrais successeurs des Romains et nomment leur parler romanechte, c'est-à-dire romain… "
D'autres témoignages sur le nom que les Roumains se donnaient eux-mêmes viennent des intellectuels ayant connu de très près ou vécu en pays roumain. Ainsi le saxon transylvain Johann Lebel note en 1542 que les Roumains se désignent eux-mêmes sous le nom de « Romuini“, alors que le chroniqueur polonais Orichovius (Stanislaw Orzechowski) observe en 1554 qu’ «en leur langue les Roumains s’appellent Romin, selon les Romains et Valaques en polonais, d’après les Italiens», le croate Anton Verancsics remarque vers 1570 que les roumains vivant en Transylvanie, Moldavie et Valachie se nomment eux-mêmes romains (Roumains) et le hongrois transylvain Martinus Szent-Ivany cite en 1699 les expressions roumaines : "Sie noi sentem Rumeni" ("nous aussi, nous sommes Roumains", pour le roum. : "Și noi sîntem români") et "Noi sentem di sange Rumena" ("nous sommes de sang roumain", pour le roum.: "Noi sîntem de sânge român"). Les noms "roumain" et "pays roumain" restent des endonymes jusqu'au XIXe siècle, mais cela ne signifie pas qu'ils ont été inventés au XIXe siècle comme on le lit parfois dans les littératures anglo-saxonne, allemande et russe concernant la Roumanie et la République de Moldavie.
Les documents historiques présentent deux graphies du mot « roumain » : "român" et "rumân". Durant plusieurs siècles, les deux formes coexistent et sont employées d’une manière interchangeable, parfois dans le même document. 
Au Moyen-Âge, la dénomination ethnolinguistique rumân/român signifiait aussi « roturier ». Pendant le XVIIe siècle, lorsque l’institution du servage connaît une extension significative, « roturier » revêt de plus en plus le sens de « serf ».
Dans un processus de différenciation sémantique pendant les XVII – XVIII siècles, la forme rumân, probablement plus commune parmi les paysans, finit par identifier le sens de « serf », tandis que la forme "român" a gardé son sens ethnolinguistique.  Après l’abolition du servage par le prince Constantin Mavrocordato en 1746, la forme "rumân", restant sans support socio-économique disparaît graduellement alors que la forme "român, românesc" s’établit définitivement.
Dans les autres langues romanes orientales (l’aroumain, le mégléno-roumain et l’istro-roumain) l’ethnonyme est aussi dérivé du latin « romanus“ : armâni, arumâni, rămăni ou bien rumâri.

## Étymologie de «Roumanie» (România)

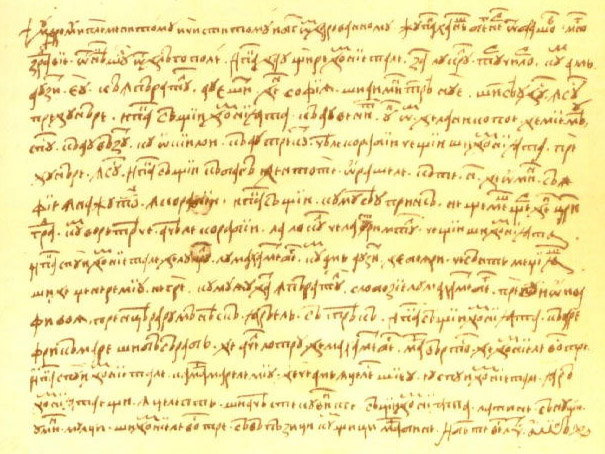
La lettre de Neacșu - le plus ancien document en roumain attestant la dénomination Pays Roumain.

Le plus ancien document connu en roumain attestant la dénomination « Pays roumain » est une lettre qu’un Neacșu écrit en 1521 au maire de Brașov pour le mettre en garde contre les mouvements des Ottomans au sud du Danube. Dans ce texte roumain, la principauté nommée par les étrangers « Valachie » est appelée « Pays roumain » (Țara Românească). Comme dans le cas de l’ethnonyme « roumain », la graphie du nom du pays n’est pas encore fixée, jusqu’au début du XIXe siècle les textes présentant les deux formes : Țara Românească et Țara Rumânească.
Parmi les premières références explicites à un « territoire ethnolinguistique roumain » comprenant la Valachie, la Moldavie et la Transylvanie, on trouve l’ouvrage « De la race des Moldaves » du chroniqueur Miron Costin au XVIIe siècle.
Au XVIIIe siècle le prince érudit Dimitrie Cantemir désigne d’une manière systématique les trois principautés habitées par les Roumains (La Moldavie, La Transylvanie et la Valachie) sous le nom de « Pays roumain » (Țara Românească).
Le nom de "Roumanie" ("România") dans son acception moderne est attesté pour la première fois dans un ouvrage datant de 1816.
L’étymologie du mot "România" ne suit pas les normes de la construction lexicale roumaine pour les noms des pays, qui ajoutent le suffixe –ia à l’ethnonyme tout en gardant l’accent initial, comme dans : "grec" → "Grecia", "bulgar" → "Bulgaria", "rus → "Rusia", etc. Portant sur une auto-désignation, le mot "România" a une histoire plus ancienne qui renvoie au terme "românie" qui provient de l’ethnonyme "român" et du suffixe –ie, désignant une condition dérivée comme dans "moș → moșie", "domn" → "domnie", "boier" → "boierie" (seigneur → seigneurie) ou bien "rumân" → "rumânie" (serf → servage, jusqu’au XVIIIe siècle). Avant de désigner la patrie commune des Roumains, le mot "românie" avait un sens plus restreint et local, dont les significations sociale et ethnolinguistique s’entremêlaient.
En français, le journal Mercure de France de juillet 1742 emploie pour la première fois l'expression « Valachie ou pays Roumain » lorsqu'il présente le texte de la Constitution octroyée par le Prince Constantin Mavrocordato en 1746. Mais ce sont Émile Ollivier, Edgar Quinet et Élysée Reclus qui ont introduit dans le français courant le nom de « Roumanie » à la place de « Valachie », de « Moldavie » et de « Moldo-Valachie ».